# Dvorce (Morávia-Silésia)
Dvorce é uma comuna checa localizada na região de Morávia-Silésia, distrito de Bruntál‎.